# El Eco de Cartagena
El Eco de Cartagena fue un periódico español publicado en la ciudad de Cartagena entre 1861 y 1936.

## Historia
Surgido en 1861, al calor de las movilizaciones ciudadanas en reclamo de una comunicación por ferrocarril con Madrid, históricamente fue un diario con una línea editorial muy conservadora. Logró alcanzar un fuerte arraigo en Cartagena y tuvo una larga existencia, con la excepción del periodo cantonal en que se interrumpió su publicación. En 1877 sufrió censura gubernativa por su cobertura del conflicto de titularidades entre Ayuntamiento y Gobierno militar de Cartagena, y en torno a la década de 1880 el escritor Manuel González Huarques destacó en su dirección.
A partir de 1915, El Eco de Cartagena radicalizó su línea editorial, adoptando con el tiempo una postura cercana a la extrema derecha. Para la época en que se proclamó la Segunda República, El Eco era el periódico en circulación más antiguo de la Región de Murcia, tenía una tirada de 20 000 ejemplares y al frente del mismo estaba Jesualdo Soler. En este periodo la línea editorial del diario había evolucionado claramente hacia el tradicionalismo, lo que le llevó a tener algún problema con las autoridades —por ejemplo, fue brevemente clausurado en 1932 con motivo de la Sanjurjada—. Acabó desapareciendo en 1936.